# Vera&John
Vera&John je online casino se sídlem na Maltě. Kasino Vera&John je provozováno společností Dumarca Gaming Ltd, jejíž mateřská společnost Dumarca Holdings PLC byla v roce 2015 převzata společností Intertain Group Ltd. Společnost Intertain Group Ltd je obchodována na Torontské burze. Kasino Vera&John má licenci od Maltského herního úřadu a Komise pro hazardní hry Spojeného království a je jimi také regulováno. Kasino Vera&John založil Jörgen Nordlund, dříve známý jako zakladatel kasina Maria Bingo, které v roce 2007 koupila společnost Unibet za 54 milionů britských liber.

## Krátká historie
- 2010 - Kasino Vera&John je spuštěno a zaměřuje se především na skandinávský herní trh s hrami od společností Betsoft, Microgaming a NYX Gaming.
- 2011 - Do výběru her kasina Vera&John byly přidány hry společnosti Net Entertainment.
- 2013 - V kasinu Vera&John začaly být dostupné hry od společnosti Yggdrasil Gaming.[5]
- 2014 - Kasino Vera&John tvrdí, že je první regulované online kasino, které přijímá Bitcoin jako platební možnost, ale o 3 měsíce později tuto možnost zase ruší.[6][7]
- 2015 - Kasino Vera&John koupila společnost Intertain Group Ltd až za 89,1 milionů eur.[8]